# Demigny
Demigny ist eine französische Gemeinde mit 1.769 Einwohnern (Stand: 1. Januar 2022) im Département Saône-et-Loire in der Region Bourgogne-Franche-Comté in Frankreich. Die Gemeinde Demigny gehört zum Arrondissement Chalon-sur-Saône und ist Mitglied im Gemeindeverband Le Grand Chalon. Die Bewohner werden Demignois und Demignoises genannt.

## Geographie
Die Gemeinde befindet sich im Norden des Départements an der Grenze zum benachbarten Département Côte-d’Or, etwa 17 Kilometer nördlich von Chalon-sur-Saône und etwa 10 Kilometer südlich von Beaune. Demigny liegt an der Petite Dheune, einem im 13. Jahrhundert von Zisterziensermönchen des Klosters Maizières künstlich angelegten Seitenarm der Dheune. Südlich von Demigny liegt ein Waldgebiet, das vom Fluss Vandaine durchquert wird.
Umgeben wird Demigny von den sieben Nachbargemeinden:
| Corcelles-les-Arts (Côte-d’Or) | Merceuil (Côte-d’Or)                        |                    |
| Chaudenay                      | Kompassrose, die auf Nachbargemeinden zeigt | Saint-Loup-Géanges |
| Chagny                         | Lessard-le-National                         | Gergy              |

## Bevölkerungsentwicklung
| Demigny: Einwohnerzahlen von 1793 bis 2016                                                                                 | Demigny: Einwohnerzahlen von 1793 bis 2016 | Demigny: Einwohnerzahlen von 1793 bis 2016 | Demigny: Einwohnerzahlen von 1793 bis 2016 | Demigny: Einwohnerzahlen von 1793 bis 2016 |
| --- | ------------------------------------------ | ------------------------------------------ | ------------------------------------------ | ------------------------------------------ |
| Jahr |                                            |                                            |                                            | Einwohner                                  |
| 1793 | 1793                                       |                                            | 1.577                                      | 1.577                                      |
| 1800 | 1800                                       |                                            | 1.583                                      | 1.583                                      |
| 1806 | 1806                                       |                                            | 1.266                                      | 1.266                                      |
| 1821 | 1821                                       |                                            | 1.551                                      | 1.551                                      |
| 1831 | 1831                                       |                                            | 1.597                                      | 1.597                                      |
| 1836 | 1836                                       |                                            | 1.687                                      | 1.687                                      |
| 1841 | 1841                                       |                                            | 1.707                                      | 1.707                                      |
| 1846 | 1846                                       |                                            | 1.750                                      | 1.750                                      |
| 1851 | 1851                                       |                                            | 1.767                                      | 1.767                                      |
| 1856 | 1856                                       |                                            | 1.638                                      | 1.638                                      |
| 1861 | 1861                                       |                                            | 1.664                                      | 1.664                                      |
| 1866 | 1866                                       |                                            | 1.697                                      | 1.697                                      |
| 1872 | 1872                                       |                                            | 1.710                                      | 1.710                                      |
| 1876 | 1876                                       |                                            | 1.749                                      | 1.749                                      |
| 1881 | 1881                                       |                                            | 1.684                                      | 1.684                                      |
| 1886 | 1886                                       |                                            | 1.651                                      | 1.651                                      |
| 1891 | 1891                                       |                                            | 1.611                                      | 1.611                                      |
| 1896 | 1896                                       |                                            | 1.507                                      | 1.507                                      |
| 1901 | 1901                                       |                                            | 1.504                                      | 1.504                                      |
| 1906 | 1906                                       |                                            | 1.518                                      | 1.518                                      |
| 1911 | 1911                                       |                                            | 1.336                                      | 1.336                                      |
| 1921 | 1921                                       |                                            | 1.150                                      | 1.150                                      |
| 1926 | 1926                                       |                                            | 1.067                                      | 1.067                                      |
| 1931 | 1931                                       |                                            | 1.078                                      | 1.078                                      |
| 1936 | 1936                                       |                                            | 1.027                                      | 1.027                                      |
| 1946 | 1946                                       |                                            | 1.014                                      | 1.014                                      |
| 1954 | 1954                                       |                                            | 1.023                                      | 1.023                                      |
| 1962 | 1962                                       |                                            | 959                                        | 959                                        |
| 1968 | 1968                                       |                                            | 885                                        | 885                                        |
| 1975 | 1975                                       |                                            | 851                                        | 851                                        |
| 1982 | 1982                                       |                                            | 1.224                                      | 1.224                                      |
| 1990 | 1990                                       |                                            | 1.473                                      | 1.473                                      |
| 1999 | 1999                                       |                                            | 1.535                                      | 1.535                                      |
| 2006 | 2006                                       |                                            | 1.735                                      | 1.735                                      |
| 2011 | 2011                                       |                                            | 1.769                                      | 1.769                                      |
| 2016 | 2016                                       |                                            | 1.788                                      | 1.788                                      |
| Quelle(n): EHESS/Cassini bis 1999, INSEE ab 2006 Anmerkung(en): Ab 1962 offizielle Zahlen ohne Einwohner mit Zweitwohnsitz |                                            |                                            |                                            |                                            |

## Kultur und Sehenswürdigkeiten
Das „Maison du Temple de la Chapelle Demigny“ des Templerordens stammt aus dem 13. Jahrhundert. Auch das „Château de Demigny“ geht bis ins 13. Jahrhundert zurück, seine heutige Gestalt nahm es im 18. Jahrhundert an. Es ist in Teilen seit 1983 als Monument historique eingeschrieben, in weiteren Teilen seit 2002.
In Demigny befindet sich die Kirche „Saint-Martial de Demigny“, die zwischen 1460 und 1470 erbaut wurde. Die Kirche hat eine Orgel mit 12 Registern, die 1901 von Charles Didier Van Caster (1852–1906) gebaut wurde. Sie ist seit 1946 als Monument historique klassifiziert.
1852 gründete Émile Guimet, der im Château de Demigny wohnte, das Blasorchester „La Fanfare de Demigny“. Dieses wurde 1968 aus Mangel an Musikern an das Stadtorchester von Chagny angeschlossen. 1987 kehrte es wieder nach Demigny zurück und hat heute (Stand 2014) etwa 40 Musiker, die teilweise auch aus benachbarten Orten kommen.
Seit 1990 findet jährlich das Festival „Demigny on the rock“ statt.

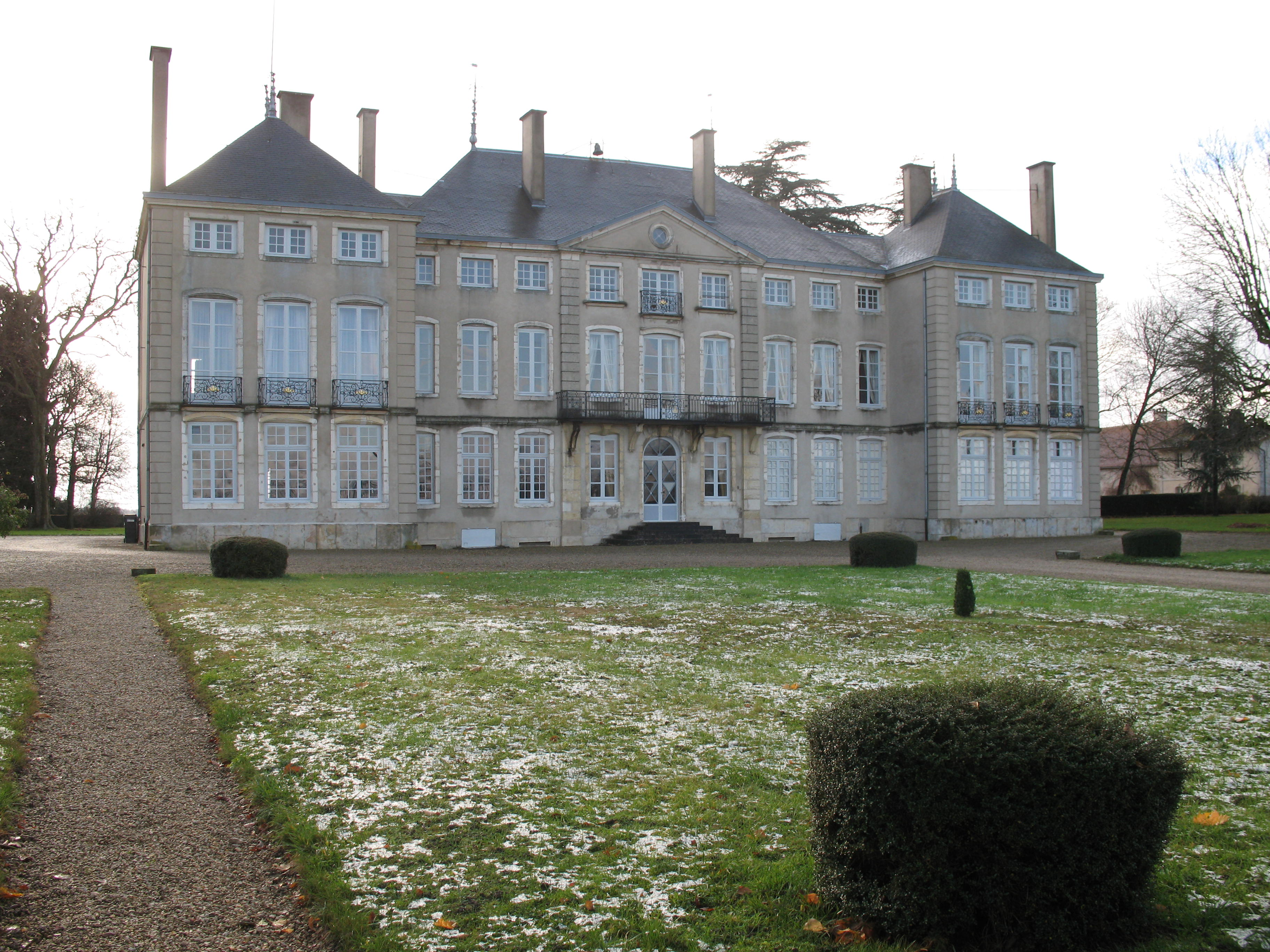
Schloss Demigny
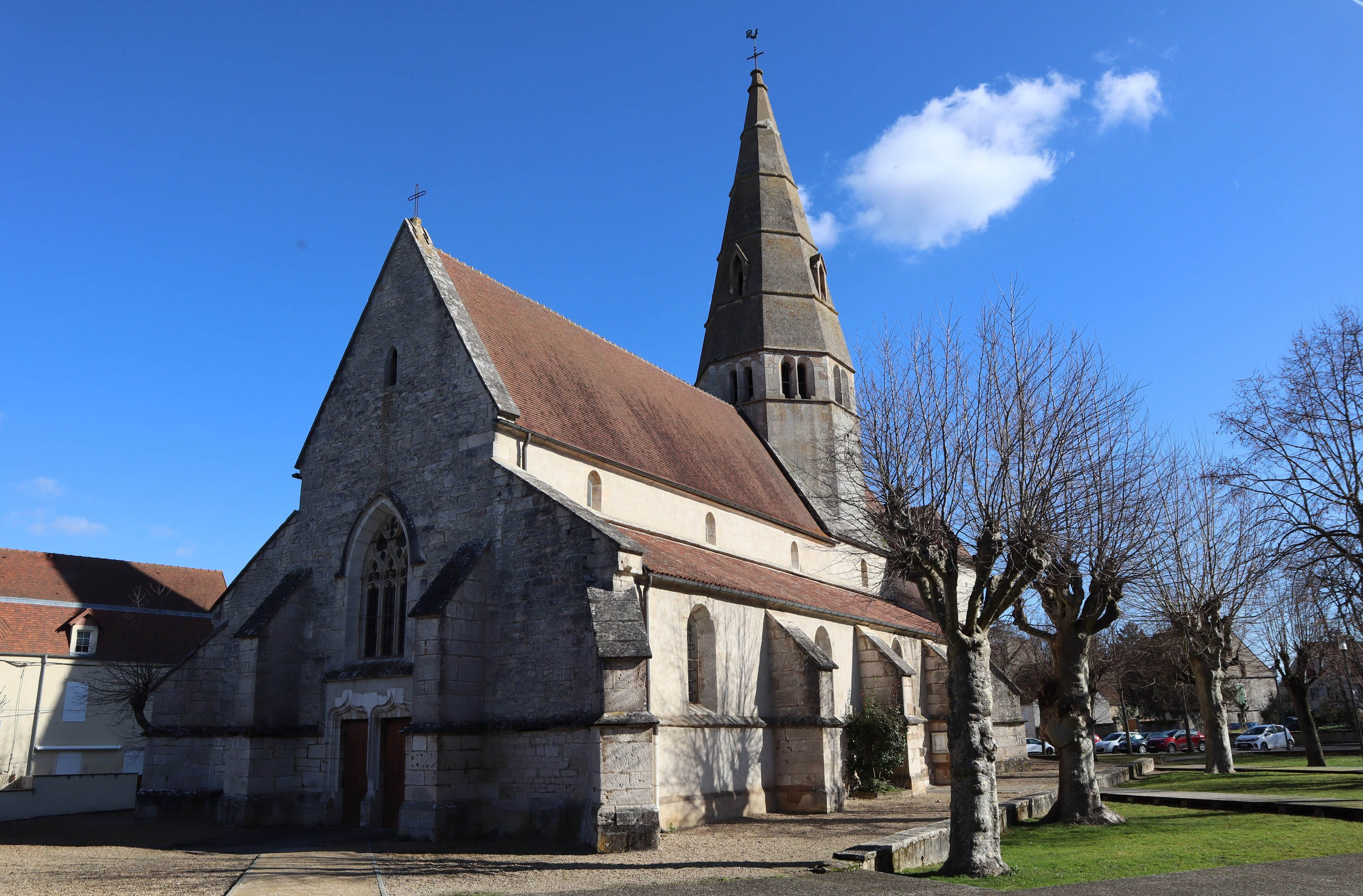
Kirche Saint-Martial-de-Limoges

## Infrastruktur
Demigny liegt an der Kreuzung der Departementsstraßen D 19, die Demigny mit Beaune und Chalon-sur-Saône verbindet, und D 62 von Chagny nach Saint-Loup-Géanges und weiter nach Verdun-sur-le-Doubs. In der Nähe verläuft die Autoroute A6. Der nächstgelegene Bahnhof ist der etwa sechs Kilometer entfernte Bahnhof von Chagny.

## Persönlichkeiten
- François Maistre (1925–2016), Schauspieler, geboren in Demigny
- François Bonnardot (1843–1926), Historiker, geboren in Demigny
- Émile Guimet (1836–1918), Industrieller, Forschungsreisender und Kunstsammler, wohnte im Château de Demigny und gründete ein Blasorchester